# Scriptores rerum Prussicarum
Scriptores rerum Prussicarum. Die Geschichtsquellen der preußischen Vorzeit bis zum Untergange der Ordensherrschaft ist die wichtigste Quellenedition zur altpreußischen Geschichte und zum Deutschordensstaat.

## Geschichte
Die Reihe wurde von  Theodor Hirsch, Max Toeppen und Ernst Strehlke zwischen 1861 und 1874 im S. Hirzel Verlag in Leipzig herausgegeben. 1965 erfolgte ein unveränderter Nachdruck der Bände 1 bis 5 im Auftrag der Historischen Kommission für Ost- und Westpreußische Landesforschung im Minerva-Verlag in Frankfurt am Main. 1968 gab Walther Hubatsch den 6. Band heraus, bearbeitet von Udo Arnold.

## Bände
- Band 1, 1861, Google Buch, Google Buch
- Band 2, 1863, mit Register zum 1. und 2. Band, Google Buch
- Band 3, 1866, Google Buch, Google Buch
- Band 4, 1870, Google Buch, Google Buch
- Band 5, 1874, mit Register zum 3. – 5. Band, Google Buch, archive.org
- Band 6, 1968, Auszug bei Google Buch

## Inhalt
| |                                                          | 1 (1861)              |
| Chronicon terrae Prussiae | Petrus <de Dusburg>. Toeppen, Max [Hrsg.].               | 1 (1861) • S. 3–269   |
| Annales Pelplinenses | Toeppen, Max [Hrsg.].                                    | 1 (1861) • S. 270–271 |
| Epitome gestorum Prussiae | Canonicus Sambiensis. Toeppen, Max [Hrsg.].              | 1 (1861) • S. 272–290 |
| Die Kronike von Pruzinlant | Nikolaus <von Jeroschin>. Strehlke, Ernst [Hrsg.].       | 1 (1861) • S. 291–648 |
| Die ältere Chronik von Oliva und die Schrifttafeln von Oliva                                                                  | Hirsch, Theodor [Hrsg.].                                 | 1 (1861) • S. 649–805 |
| Terra Pomeraniae quomodo subjecta est ordini fratrum Theutonicorum.                                                           | Hirsch, Theodor [Hrsg.].                                 | 1 (1861) • S. 806–808 |
| Monumentorum fundationis monasterii Pelplinensis fragmentum                                                                   | Hirsch, Theodor [Hrsg.].                                 | 1 (1861) • S. 809–815 |
| Nachträge |                                                          | 1 (1861) • S. 816–818 |
| |                                                          | 2 (1863)              |
| Zwei Fragmente einer kurzen Reimchronik von Preussen                                                                          | Strehlke, Ernst [Hrsg.].                                 | 2 (1863) • S. 1–8     |
| Chronicon Livoniae | Hermann <von Wartberge>. Strehlke, Ernst [Hrsg.].        | 2 (1863) • S. 9–178   |
| Das Leben der heiligen Dorothea                                                                                               | Johannes Marienwerder. Toeppen, Max [Hrsg.].             | 2 (1863) • S. 179–396 |
| Translatio et miracula sanctae Barbarae                                                                                       | Toeppen, Max [Hrsg.].                                    | 2 (1863) • S. 397–411 |
| Miracula sancti Adalberti martiris                                                                                            | Toeppen, Max [Hrsg.].                                    | 2 (1863) • S. 412–429 |
| Chronik. Originalfragmente, lateinische Übersetzung und sonstige Überreste                                                    | Wigand <von Marburg>. Hirsch, Theodor [Hrsg.].           | 2 (1863) • S. 429–800 |
| Zusätze und Berichtigungen |                                                          | 2 (1863) • S. 801–806 |
| Register zu den Bänden 1 und 2                                                                                                |                                                          | 2 (1863) • S. 807–866 |
| |                                                          | 3 (1866)              |
| Kurze Preußische Annalen. 1190–1337                                                                                           | Strehlke, Ernst [Hrsg.].                                 | 3 (1866) • S. 1–4     |
| Annales expeditialis Prussici. 1233–1414                                                                                      | Strehlke, Ernst [Hrsg.].                                 | 3 (1866) • S. 5–12    |
| Franciscani Thorunensis Annales Prussici (941–1410)                                                                           | Annalista Thorunensis. Strehlke, Ernst [Hrsg.].          | 3 (1866) • S. 13–464  |
| Johanns von Posilge, Officials von Pomesanien, Chronik des Landes Preussen (von 1360 an, fortgesetzt bis 1419)                | Johann <de Posilge>. Strehlke, Ernst [Hrsg.].            | 3 (1866) • S. 13–464  |
| Zugleich mit den auf Preussen bezüglichen Abschnitten aus der Chronik Detmars von Lübeck                                      | Detmar <von Lübeck>. Strehlke, Ernst [Hrsg.].            | 3 (1866) • S. 13–464  |
| Chronica terrae Prussiae 1029 (sc. 1098) – 1450                                                                               | Strehlke, Ernst [Hrsg.].                                 | 3 (1866) • S. 465–471 |
| Bitschin, Conrad: Fortsetzung zu Peter von Dusburgs Chronik                                                                   | Bitschin, Conrad. Toeppen, Max [Hrsg.].                  | 3 (1866) • S. 472–518 |
| Die ältere Hochmeisterchronik                                                                                                 | Toeppen, Max [Hrsg.].                                    | 3 (1866) • S. 519–725 |
| Aus polnischen Annalen | Strehlke, Ernst [Hrsg.].                                 | 3 (1866) • S. 719–725 |
| Zusätze und Berichtigungen |                                                          | 3 (1866) • S. 726–727 |
| Über einen kürzlich aufgefundenen Siegelstempel Herzog Mestwins I. von Ostpommern                                             | Strehlke, Ernst.                                         | 3 (1866) • S. 728–729 |
| |                                                          | 4 (1870)              |
| Zwei Fragmente der Reimchronik Wigands von Marburg.                                                                           | Wigand <von Marburg>. Hirsch, Theodor [Hrsg.].           | 4 (1870) • S. 1–8     |
| Banderia Prutenorum | Długosz, Johannes. Strehlke, Ernst [Hrsg.].              | 4 (1870) • S. 9–34    |
| Historia de ordine Theutonicorum cruciferorum                                                                                 | Blumenau, Laurentius. Toeppen, Max [Hrsg.].              | 4 (1870) • S. 35–70   |
| Geschichten von wegen eines Bundes                                                                                            | Toeppen, Max [Hrsg.].                                    | 4 (1870) • S. 71–211  |
| Aeneas Sylvius Preussen betreffende Schriften                                                                                 | Pius <Papa, II.>. Hirsch, Theodor [Hrsg.].               | 4 (1870) • S. 212–253 |
| Historia brevis magistrorum ordinis Theutonici generalium ad Martinum Truchses continuata                                     | Toeppen, Max [Hrsg.].                                    | 4 (1870) • S. 254–274 |
| De Borussiae antiquitatibus libri duo                                                                                         | Stella, Erasmus <Libonothanus>. Hirsch, Theodor [Hrsg.]. | 4 (1870) • S. 275–298 |
| Die Danziger Chroniken | Hirsch, Theodor [Hrsg.].                                 | 4 (1870) • S. 299–800 |
| |                                                          | 5 (1874)              |
| Die jüngere Hochmeisterchronik                                                                                                | Hirsch, Theodor [Hrsg.].                                 | 5 (1874) • S. 1–172   |
| Paul Poles Preussische Chronik                                                                                                | Pole, Paul. Toeppen, Max [Hrsg.].                        | 5 (1874) • S. 173–288 |
| Tagebuch über den Kriegszug des Hochmeisters Johann von Tiefen gegen die Türken im Jahr 1497                                  | Naker, Liborius. Toeppen, Max [Hrsg.].                   | 5 (1874) • S. 289–314 |
| Aufzeichnungen zur Geschichte des letzten Hochmeisters, des Markgrafen Albrecht von Brandenburg, von verschiedenen Verfassern | Toeppen, Max [Hrsg.].                                    | 5 (1874) • S. 315–384 |
| Aufzeichnungen zur Geschichte des Bisthums Pomesanien                                                                         | Strehlke, Ernst (†) [Hrsg.]. Toeppen, Max [Hrsg.].       | 5 (1874) • S. 386–439 |
| Fortsetzung der Danziger Chroniken                                                                                            | Hirsch, Theodor [Hrsg.].                                 | 5 (1874) • S. 440–648 |
| Register zu den Bänden 3, 4 und 5                                                                                             |                                                          | 5 (1874) • S. 649–738 |
| |                                                          | 6 (1968)              |
| Narratio de primordiis ordinis Theutonici                                                                                     | Arnold, Udo [Hrsg.].                                     | 6 (1968) • S. 22–29   |